# Furnarius cinnamomeus
Furnarius cinnamomeus (лат.) — вид птиц из семейства печниковых.

## Распространение
Обитают на территории Колумбии, Эквадора и Перу.

## Описание
Длина тела 19—20 см. Масса 45,5—63,4 г. Крупные, богато окрашенные печники. Клюв довольно длинный, почти прямой. Под хвостом имеются отчетливые, но в основном скрытые тёмные отметины. Самцы и самки выглядят схожим образом.

## Биология
Миграций не совершают. Питаются в основном членистоногими и другими беспозвоночными, но более точные данные о рационе отсутствуют.

## Охранный статус
МСОП присвоил виду охранный статус LC.